# Belp-Montenach (Adelsgeschlecht)

Wappen der Freiherren von Belp-Montenach

Die von Belp-Montenach waren ein Schweizer Freiherrengeschlecht. Die höchste Machtausdehnung der Freiherren ist im 12. und 13. Jahrhundert nachzuweisen. Sie waren im Besitz der Herrschaften Belp und Montenach sowie von diversen Gütern in Muri und Wattenwil.

## Geschichte

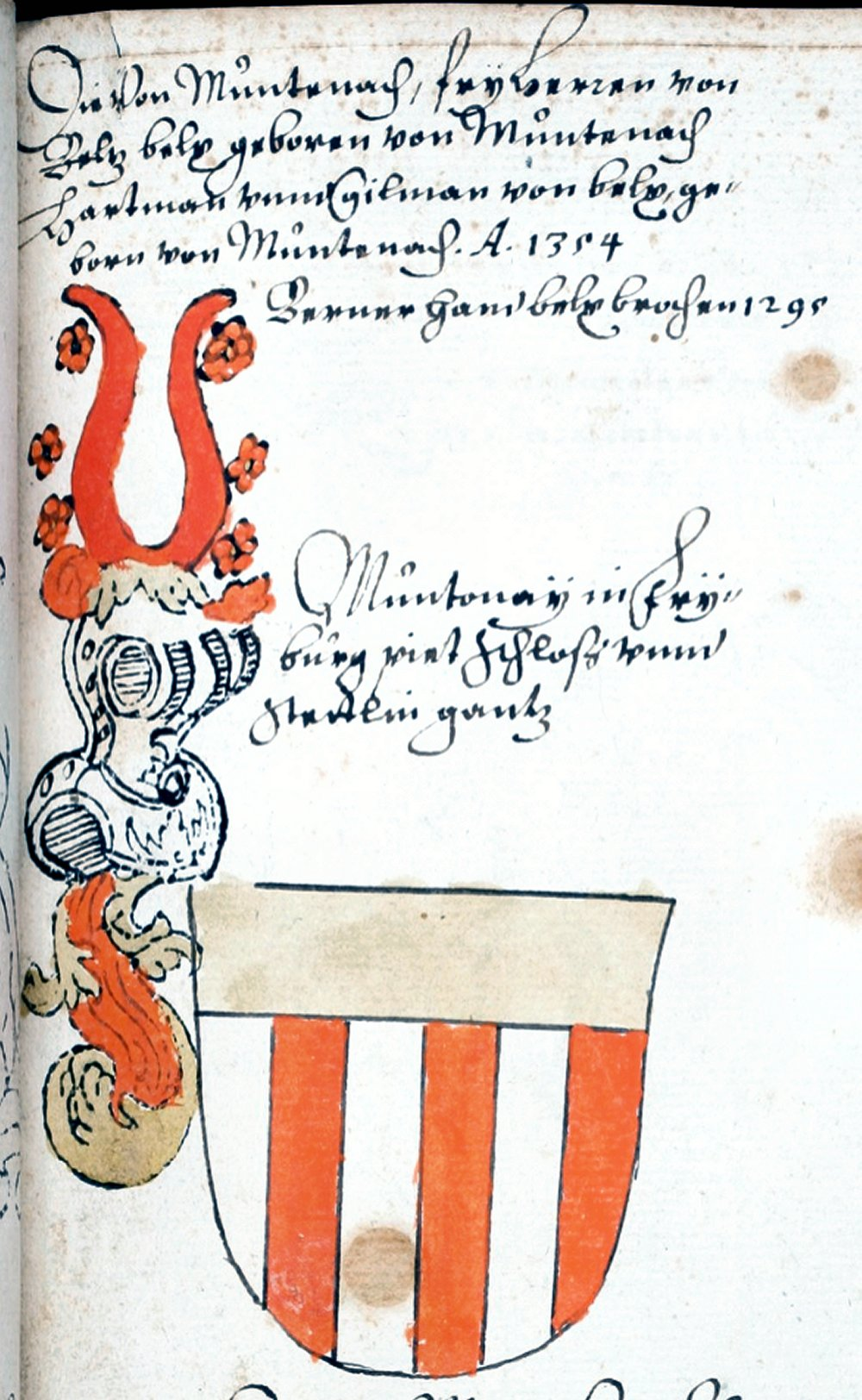
Wappen derer von Muntenach, Freiherren von Belp im Wappenbuch des Aegidius Tschudy

Mit Freiherr Ulrich von Belp wird die Familie 1107 im Gefolge der Grafen von Burgund erstmals erwähnt. Der Grundbesitz der Freiherren, die Herrschaft Belp, entstand bei der Auflösung der karolingischen Gaugrafschaften und wurde als Lehen direkt vom Kaiser an die Freiherren verliehen.
Die Familie pflegte gute Beziehungen zu den Herzögen von Zähringen. 1111 waren Ulrich von Belp und sein Sohn Rudolf von Belp an der Beisetzung von Herzog Berthold II. von Zähringen im Kloster St. Peter anwesend. Zwischen 1122 und 1132 werden Ulrich von Belp und seine Söhne Konrad und Burkhard als Zeugen in zähringischen Urkunden genannt. Im Jahre 1131 begleitete Burkhard von Belp den Herzog Konrad von Zähringen nach Straßburg an den Hoftag König Lothars III.
1146 nehmen die Brüder Konrad und Rudolf von Belp am Gerichtstag des Herzogs in Worb teil. Konrad wird erstmals als Herr von Montenach genannt, während sich sein Bruder weiterhin Rudolf von Belp nennt.
Es muss zu dieser Zeit eine Herrschaftsteilung gegeben haben, in eine deutsche Linie Belp und eine welsche Linie Montenach. Es ist nicht überliefert, wie die Freiherren an die Herrschaft Montenach kamen. Eine Übertragung durch die Zähringer ist anzunehmen. Vielleicht kommt auch die Übernahme durch eine Heirat Konrads mit einer Contesson von Montenach, die 1178 als Herrin von Montenach genannt wird, in Frage.
Zwischen 1195 und 1223 verschwindet die deutsche Linie, somit kommen ihre Besitzungen an die welsche Linie zurück.

Aymo II. von Montenach stellte sich 1254 mit seiner Herrschaft Belp unter die Lehnshoheit des Grafen Peter II. von Savoyen, lehnte sich aber 1265 gegen ihn auf und fand dabei den Tod. Sein Sohn Wilhelm I. musste sich 1267 aber endgültig Savoyen unterwerfen. 1277 teilte er die Gebiete des Vaters mit seinem Bruder Hartmann. Wilhelm erhielt die Herrschaft Montenach und Hartmann Belp sowie alle anderen Besitztümer östlich der Saane. Nach Hartmanns Tod 1281 übernahm dessen Sohn Ulrich von Belp-Montenach seine Gebiete.
1298 wendeten sich die Freiherren Ulrich und sein Onkel Wilhelm I. von Montenach gegen die Stadt Bern, bei der sie noch unter Berthold V. von Zähringen widerwillig ins Burgerrecht gezwungen wurden.
Die Adeligen schlossen sich einer von der Stadt Freiburg angeführten Koalition an und beteiligten sich an der Schlacht am Dornbühl. Nach der Niederlage Freiburgs wurde die Hohburg von den Berner in einer zehntägigen Belagerung erobert und zerstört. Ulrich von Belp-Montenach durfte seine Burg nicht wiederaufbauen und musste auf Schadenersatz verzichten, außerdem musste er sich mit all seinen Besitztümern im oberen Aaretal der Stadt Bern unterwerfen und wurde 1306 in ein zwanzigjähriges Burgerrecht mit der Stadt Bern gezwungen.
Sein Onkel Wilhelm I. aus Montenach kam glimpflicher davon. Seine Söhne Hartmann und Ägidius waren die letzten männlichen Vertreter der Belper Linie. 1383 verkaufte Hartmanns Tochter Katharina den Rest der Herrschaft Belp an Petermann von Wabern.
Die Linie Montenach bestand bis 1493 als Lehnsträger der Herzöge von Savoyen unter denen sie mehrmals als Vogt der Waadt waltete.

## Herrschaft
Die Freiherren waren wohl seit jeher in Besitz der Herrschaft Belp, welche ihnen nach dem Zerfall der Gaugrafschaft Burgund vom Kaiser verliehen wurde. Ihren Sitz hatten die Freiherren auf der Hohburg am Belpberg. Obwohl die Freiherren Lehnsträger des Kaisers waren, konnten sie sich keine Landesherrschaft aufbauen, da sie nicht über die Hohe Gerichtsbarkeit verfügten. Mit dem Erwerb von Montenach gelangen die Freiherren unter die Lehenshoheit der Zähringer. Ab 1267 waren die Belp-Montenach Lehensträger der Grafen von Savoyen. Nach der Niederlage von 1298 verloren die Freiherren jegliche Gebiete im oberen Aaretal an Bern und mussten die Herrschaft Belp von Bern zum Lehen tragen. Es ist umstritten, ob die Burg und Herrschaft Geristein, wie Conrad Justinger sagt, 1298 auch den Freiherren von Belp-Montenach gehörte.

## Personen

### Die Familie Belp-Montenach von 1107–1383
- Ulrich von Belp (belegt 1107–11), Freiherr von Belp, Gefolgsmann der Zähringer
  - Rudolf von Belp (belegt 1111–46), Freiherr von Belp, Gefolgsmann der Zähringer
  - Konrad von Montenach (belegt 1146–75), Freiherr von Montenach, Gefolgsmann der Zähringer ⚭ Contesson von Montenach
    - Rudolf von Montenach (belegt 1173–96/98), Freiherr von Montenach
      - Aymo I. von Montenach (belegt ab 1192/96, † 1239), Freiherr von Belp und Montenach ⚭ Gepa von Wolhusen
        - Aymo II. von Montenach (belegt 1230–65), Freiherr von Belp und Montenach, Gefolgsmann der Savoyer
          - Wilhelm I. von Montenach (belegt ab 1262, † 1311), Freiherr von Montenach, Gefolgsmann der Savoyer; (siehe unten)
          - Hartmann von Belp-Montenach (bezeugt ab 1262, † 1281), Freiherr von Belp, Gefolgsmann der Savoyer
            - Ulrich von Belp-Montenach († vor 13. Mai 1334), Freiherr von Belp, Gefolgsmann der Savoyer
              - Hartmann II. von Belp-Montenach († vor 15. Oktober 1364), Freiherr von Belp,  ⚭ Nicole von Englisberg
                - Katharina von Belp-Montenach (belegt 1383)

              - Ägidius von Belp-Montenach († vor 31. März 1358), Freiherr von Belp

  - Burkhard von Belp, Freiherr von Belp (belegt 1131), Gefolgsmann der Zähringer

### Die Familie Montenach ab Wilhelm I.
- Wilhelm I. von Montenach (belegt ab 1262, † 1311), Sohn von Aymo II., Freiherr von Montenach, Gefolgsmann der Savoyer
  - Aymo III. von Montenach (belegt 1321–23), Freiherr von Montenach, Vogt der Waadt, Gefolgsmann der Savoyer, ⚭ Agnes von Grandson-Belmont
    - Wilhelm II. von Montenach (belegt 21. Juli 1321, † Nov. 1334), Freiherr von Montenach, Vogt der Waadt, Kastvogt des Priorats Payerne, Gefolgsmann der Savoyer, ⚭ Katharina von Neuenburg
      - Wilhelm III. von Montenach, Freiherr von Montenach
        - Theobald von Montenach (belegt 1372–1414), Freiherr von Montenach
          - Anton von Montenach (belegt 1430–70), Kastellan von Montenach, Gefolgsmann der Savoyer
            - Humbert von Montenach (belegt 1469–91), Kastellan von Montenach, Gefolgsmann der Savoyer
              - Jakob von Montenach (belegt 1491–93)

          - Johann von Montenach (belegt 1437), unehelicher Sohn von Theobald, Chorherr in Avignon

        - Aymo V. von Montenach (belegt 1371–99), Freiherr von Montenach, Johanniter

    - Aymo IV. von Montenach (belegt 1326–36), Prior des Cluniazenserpriorates Payerne, Freiherr von Montenach
    - Johann von Montenach (belegt 1328–40), Johanniter in Frankreich,
    - Gerhard von Montenach (belegt 1340–55), Johanniter in Frankreich

  - Rudolf von Montenach (belegt 1317–26), Chorherr in Toul
  - Wilhelm von Montenach (belegt 1330), Cluniazenser in Hettiswil